# Saint-Germain-de-Vibrac
Saint-Germain-de-Vibrac település Franciaországban, Charente-Maritime megyében. Lakosainak száma 186 fő (2022. január 1.). Saint-Germain-de-Vibrac Champagnac, Meux, Mortiers, Saint-Ciers-Champagne, Saint-Maigrin és Saint-Médard községekkel határos.

## Népesség
A település népessége az elmúlt években az alábbi módon változott:
| Lakosok száma | 216  | 201  | 197  | 198  | 201  | 196  | 190  | 181  | 182  | 186  |
|               | 1968 | 1982 | 1990 | 2006 | 2013 | 2015 | 2017 | 2019 | 2020 | 2022 |